# Axa
Axa (Акса) — міжнародна французька фінансова компанія з головним офісом у Парижі, заснована у 1817 році. Веде діяльність у сферах інвестиційного банкінгу, цінних паперів, страхування та інших фінансових послуг. AXA Group представлена головною мірою у Європі, Північній Америці, в Азіатсько-Тихоокеанському регіоні та на Близькому Сході. В Україні група представлена страховою компанією "АХА Страхування", яка є лідером серед усіх страхових компаній України за розмірами виплат (станом на 2014 рік).
У 2014 чистий дохід групи AXA становив 5 млрд євро. Клієнтами групи є близько 103 мільйони осіб в 59 країнах світу.

## Історія компанії
Компанія була заснована в 1816 під назвою Compagnie d’assurances Mutuelles contre l’incendie dans les départements de la Seine et de l’Eure (Взаємна компанія зі страхування від пожеж в департаментах Сена і Ер). Її заснували Жак-Теодор ле Карпантьє і 17 інших власників нерухомості в Руані (Нормандія). Через 30 років компанія крім нерухомості почала страхувати також і рухоме майно (окрема компанія Mutualité Mobiliére).
У 1881 компанії зі страхування рухомого та нерухомого майна возз'єдналися під назвою Ancienne Mutuelle (Стара взаємна); в цей же час нова дочірня компанія Mutuelle Vie почала надавати послуги зі страхування життя.
У 1922 покладено початок новому напрямку — автомобільного страхування, а в 1939 утворена компанія зі страхування залізничного перевезення худоби Ancienne Mutuelle Transport de Bétail (в 1977 перетворена в компанію з перестрахування AMRE).
Друга світова війна завдала сильного удару по компанії, зокрема в квітні 1944 штаб-квартира в Руані потрапила під бомбардування американською авіацією. Однак після закінчення війни компанія швидко відновилася, виправдовуючи свій девіз E cinere suo re divide (повстаючи з попелу) і почала швидке зростання за рахунок поглинання інших взаємних страхових компаній, таких як Ancienne Mutuelle du Calvados (1946 рік), Mutuelle d'Orléans (1950 рік), Mutualité Gérale, La Participation (1954 рік).
Міжнародна експансія компанії почалася в 1955 з Канади.
Початок 1970-х було відзначено кризою, апогеєм якого стала криза, що почалася у квітні 1974 страйком співробітників, що затяглася на два місяці і стала найдовшою в історії галузі. Результатом страйку стало призначення головою правління Клода Бебеара (фр. Claude Bébéar), з ім'ям якого пов'язані істотна модернізація і розширення компанії. Компанія придбала Compagnie Parisienne de Garantie в 1978 році і стала називатися Mutuelles Unies. У 1982 році вона об’єдналася з групою Drouot, що належала родині Хоттінгуєрів, перетворившись на Mutuelles Unies/Drouot. Фірма взяла назву Axa в 1985 році. У 1986 році дві старі французькі страхові компанії, La Providence і Le Secours, перебували в процесі об'єднання, однак Бебеару вдалося включити обидві до складу групи AXA, істотно збільшивши присутність своєї компанії на ринку Франції та інших країн Європи, а також в ряді колишніх французьких колоній, таких як Алжир та Індокитай. Географія діяльності AXA розширилася ще більше з поглинанням в 1988 році Compagnie du Midi, страхової групи зі значною присутністю у Великій Британії. На лютий 1989 року група AXA включала 42 компанії по всьому світу, 16 тисяч співробітників, її оборот становив 45 млн франків, на порядок більше ніж на початку 1980-х років.
У 1991 Axa придбала The Equitable і в 1996 — Union des Assurances De Paris (UAP), найбільшу страхову компанію Франції. Об'єднана компанія деякий час називалася Axa-UAP, 1996 року вона повернула назву «Axa». У лютому 1999 року Акса придбала Guardian Royal Exchange.
У травні 2000 року Аха придбала усі акції, якими ще не володіли, у Sun Life & Provincial Holdings.
14 червня 2006 року Axa придбала у компанії «Вінтертур Груп» у Credit Suisse приблизно 9 млрд. євро. Станом на 2011 рік, Axa була другою за потужністю транснаціональною корпорацією з погляду корпоративного контролю над глобальною фінансовою стабільністю. У травні 2016 року фірма оголосила, що припинить інвестувати в акції та облігації тютюну та дозволить закінчити портфель облігацій, пов'язаних з тютюном. 
12 вересня 2018 року Axa придбала XL Group Ltd, страховку комерційних ліній, що базується на Бермудських Островах, за 15,3 мільярда доларів. У жовтні 2019 року компанія продала Axa Bank Бельгія Крелану за 620 млн євро (688,51 млн доларів США).

## Етимологія назви
Незважаючи на те, що компанія написана з великої літери, "AXA" не є абревіатурою, але була обрана, оскільки її назву легко вимовляють люди, які говорять на будь-якій мові. Після придбання Drouot Group у 1982 році голова та генеральний директор Клод Бебер найняв зовнішнього консультанта для проведення автоматизованого пошуку нового імені. Бебер хотів, щоб коротке та швидке ім'я передало життєву силу, і його можна було вимовляти однаково на будь-якій мові, відповідно до прагнення групи до міжнародної присутності. Спочатку "Елан" був головним вибором, але канадські керівники не допустили, оскільки "елан" — це французьке слово, що означає імпульс, проте на англійській перекладається як лось. У 1985 році Бебер обрав ім'я Акса.

## Операції

### Велика Британія
Axa торгує у Великій Британії як Axa UK із дочірніми компаніями, включаючи Axa Insurance, Axa Wealth та Axa Health. Axa PPP Healthcare була створена, коли Axa придбала Guardian Royal Exchange (GRE), хоча згодом продала інші частини GRE Aegon. Компанія також володіє інтернет-страховиком Swiftcover, дистрибуційним бізнесом Bluefin та менеджером фонду Architas. У січні 2007 року Axa була реорганізована у "стратегічні підрозділи бізнесу", спрямовані на конкуренцію на своїх конкретних ринках. У вересні 2013 року Аха була оштрафована FCA на 1,8 мільйона фунтів стерлінгів за те, що не забезпечила належну інвестиційну консультацію своїм клієнтам. Регулятор заявляє, що виявив "серйозні дефекти" у тому, як радники Axa у Клайдсдейл Банку, Йоркширському банку та Вест Бромвіч Будівельному товаристві консультували клієнтів щодо інвестицій

### Axa Sun Life
Axa Sun Life була створена після злиття між Axa Equity & Law та Sun Life Assurance Society. У 2006 році життя Великої Британії Winterthur було поглинене, хоча Axa продовжує використовувати торгову марку Winterthur для бізнесу з управління капіталом. Бізнес-одиницями є: 
Axa Wealth — сюди входять облігації Axa та Winterthur та індивідуальні пенсії,
Axa Distribution Services, які пропонують платформу Elevate wrap та Architas. 
Корпоративний бізнес — пенсії групи Axa та Winterthur. Axa має намір створити провідну на ринку групову пенсійну пропозицію за допомогою ІТ-платформи "Посольство" Вінтертура. 
Захист — цей бізнес націлений на продаж Захисного рахунку Axa, оскільки Axa продовжує нарощувати свою присутність у цій галузі, маючи намір стати провідним постачальником послуг із захисту. 
Традиційний бізнес — зосередження уваги на політиці, яка все ще діє, але більше не продається активно. 
SunLife — цей бізнес зосереджений виключно на продажу засобів захисту та заощаджень безпосередньо тим, хто у Великій Британії. 
Банкове страхування — цей бізнес відповідає за консультативну та збутову службу, яка продає продукцію та пропозиції Axa. 
Восени 2010 року Axa продала Axa Sun Life Holdings компанії Resolution Limited , зберігаючи при цьому Axa Wealth (включаючи Architas та платформу для обгортання Elevate), SunLife та Bancassurance. Закриття підрозділу банківського страхування було оголошено в квітні 2013 року.  У 2016 році Axa Wealth було продано компанії Phoenix Group.

### Axa Health
Health продає медичну страховку у Великій Британії. Раніше це була Лондонська асоціація лікарняних служб, створена в 1938 році як приватна схема охорони здоров’я для людей із середнім рівнем доходу в Лондоні . Він був заснований у 1940 році за сприяння Британської медичної асоціації, Королівського фонду та медичних королівських коледжів. Guardian Royal Exchange Assurance придбала його в 1998 році за 435 мільйонів фунтів стерлінгів; через рік його придбала Sun Life & Provincial Holdings, дочірня компанія Axa. У 2018 році вона запустила послугу віртуального лікаря під назвою Global Care on Demand для своїх клієнтів з амбулаторним покриттям. Забезпечена Advance Medical, вона пропонує доступ до медичних консультацій по телефону або відео лікарів, розташованих у восьми основних центрах по всьому світу, які говорять на понад 20 мовах, і орієнтована на емігрантів.

### Axa Ірландія
Axa створила свою присутність в Ірландії в 1999 році, коли придбала британську Guardian Royal Exchange , яка раніше придбала PMPA . PMPA, - Асоціація захисту приватних автомобілістів , на той час була однією з найбільших страхових компаній Ірландії. Це третя за величиною загальна страхова біржа в Республіці Ірландія.

### Канада Axa
Канада продавала страхові товари в Квебеку, Онтаріо, Західній Канаді та Атлантичній Канаді. У 2009 році в ньому працювало приблизно 2300 співробітників та 4000 брокерів та консультантів. Головний офіс знаходився в Монреалі, Квебек. У 2011 році він був проданий Intact Financial Corp. за 2,6 млрд. канадських доларів.

### Сполучені Штати  Америки
Американською філією Axa є Axa Financial, Inc., яка відома в основному за допомогою своїх дочірніх компаній, таких як Axa Advisors, Axa Network, MONY (раніше Mutual of New York), US Financial Life та AllianceBernstein. Equitable був придбаний у 1991 році; MONY було придбано в 2004 році. 15 грудня 2006 р. Axa Advisors уклали угоди з LPL (Linsco Private Ledger), найбільшим незалежним брокерським дилером країни. LPL погодився надавати брокерські, клірингові та депозитарні послуги на повністю розкритій основі. Умови угод - п’ять років, за умови додаткового продовження на 24 місяці. Послуги розпочались у серпні 2007 року. Американська діяльність Axa включена в штат Делавер.

### Перська затока і Близький Схід
Axa присутня в країнах Ради співпраці країн Перської затоки (GCC) як Axa Insurance (Gulf) B.S.C. Компанія Axa, яка перебуває в регіоні понад 60 років, є найбільшим страховиком у країнах GCC з філіями в Бахрейні, Омані, ОАЕ та Туреччині. У Саудівській Аравії Axa відома як Axa Cooperative Insurance. Аха пропонує страхування для приватних осіб та підприємств, що охороняють здоров’я, автомобілі, будинки, подорожі, особисті та групові нещасні випадки, пожежу, техніку, побут та різні інші товари. Axa присутня в Лівані як Axa Близький Схід. У 2000 році Axa Group придбала 51% капіталу SLF, а група Nasnas & Hanemoglou — решту 49% для початку діяльності на Близькому Сході. Axa також розпочала діяльність в Єгипті в 2015 році.

### Мексика
У липні 2008 року Axa придбала ING Insurance Mexico, пропонуючи практично ті самі послуги, що пропонувала ING. Потім Axa подала позов до дочірньої компанії ING Group за нібито неправдиві висловлювання при продажу 1,5 мільярда доларів, заявивши, що вона зазнала "збитків на десятки (якщо не сотні) мільйонів доларів". Австралія У 1995 році Axa Group придбала 51-відсотковий контрольний пакет акцій австралійської страхової компанії, Національної асоціації взаємного життя Австралії, за 4 мільярди NF, які на той час вимагали близько 15 відсотків світового доходу від страхових премій. У 2011 році [AMP Limited] та Axa SA домовились про придбання Axa Asia, що об'єднує австралійські операції під торговою маркою AMP. 

### Африка
У квітні 2016 року Axa представила партнерство зі страховою компанією Lloyd's з Лондона Chaucer Holdings для виходу на зростаючий ринок спеціального страхування в Африці. Спеціальні ризики Axa Africa допомагають зменшити ризики завдяки власнику покриттів, Chaucer Syndicate 1084 та Axa Africa Specialty Risks 6130. Axa ASR зосереджується на спеціальних та корпоративних напрямках, з охопленням та присутністю на місцях по всій Африці. Axa та Lloyd's мають відмінні міжнародні рейтинги фінансової стійкості (AA - Fitch та A + Standard & Poor's). Напрямки діяльності включають: політичний ризик, політичне насильство та тероризм, енергетику, будівництво, майно, відповідальність, морський транспорт та авіацію. З 2014 року Axa здійснила кілька придбань інших страховиків, намагаючись розширити свою діяльність. Axa вже працює у Камеруні, Єгипті, Габоні, Кот-д'Івуарі, Марокко, Нігерії, Сенегалі та Алжирі.

### Kamet Ventures
У січні 2016 року Axa створила Kamet Ventures, інкубатор інсуртех, для створення руйнівного бізнесу у сфері страхування, охорони здоров'я та допомоги, початкове фінансування якого склало 100 мільйонів євро. Деякі інвестиції Kamet включають платформу страхових консультацій, Anorak Technologies та платформу по догляду за літніми, Birdie.

### Axa Investment Managers
(Axa IM) — це глобальна фірма з управління інвестиціями, офіси якої розташовані у понад 22 місцях по всьому світу. Станом на 31 грудня 2020 року він управляє активами на суму понад 858 мільярдів євро від імені інституційних та роздрібних клієнтів. Він діє як інвестиційне відділення для Axa.

## Частка капіталу
США 18,8% Франція 16,5% Велика Британія 10,5% Співробітники Axa 6,5% BNP Paribas 5,4% Едвард Л. Скайворд 5,1% Sumitomo Mitsui 4,0% Катарське управління інвестицій 3,8% Власність на капітал станом на 31 грудня 2010 року

## Штаб-квартира
Штаб-квартира Axa розташована в 8 окрузі Парижа. Наприкінці 90-х років Axa, якій вже належала 23 Avenue Matignon, придбала колишній Hotel de La Vaupalière, будівлю 18 століття. Архітектор Рікардо Бофілл інтегрував фасад готелю із сучасною скляною будівлею, що перекриває внутрішній дворик, який також займає готель. Комплекс служить головним офісом Axa. 

### Філантропія
Окрім своїх мистецьких та соціальних благодійних ініціатив (Axa Heart in Action), Axa створила Фонд досліджень Axa у 2008 р., Наділений 100 мільйонами євро, він забезпечує підтримку досліджень, спрямованих на розуміння та запобігання ризикам, що загрожують довкіллю та життю людини. і суспільство.  256 фундаментальних дослідницьких проектів було профінансовано протягом трьох років, включаючи 230 молодих дослідників, докторів наук або в докторантуру, які працювали в лабораторіях по всьому світу. Axa також щороку збирає молодих колег, щоб зустрітися з дослідником світового класу, обмінятися найкращими практиками та створити мережі. Фонд також виділив одинадцять фондів на кілька мільйонів євро, що підтримують науково-дослідні установи передового рівня (HEC Париж, Національний університет Сінгапуру, Університет Брістоля, Лондонська школа економіки, Met Office, INSERM, IHES). Ці науково-освітні кафедри мають на меті залучити найкращих науковців. Наприклад, кафедра Axa Polytechnique з клітинної серцево-судинної інженерії , яку проводить Абдул Баракат, має на меті сприяти дослідженням серцево-судинних захворювань, а також навчати та розвивати молодих дослідників за допомогою розширених освітніх програм. Приєднавшись до Фонду доступу до медицини, Axa виділяє пожертву у розмірі 500 000 євро на діяльність Фонду, пов’язану з профілактикою інфекційних захворювань та реагуванням на пандемії, такі як COVID-19

## Галерея

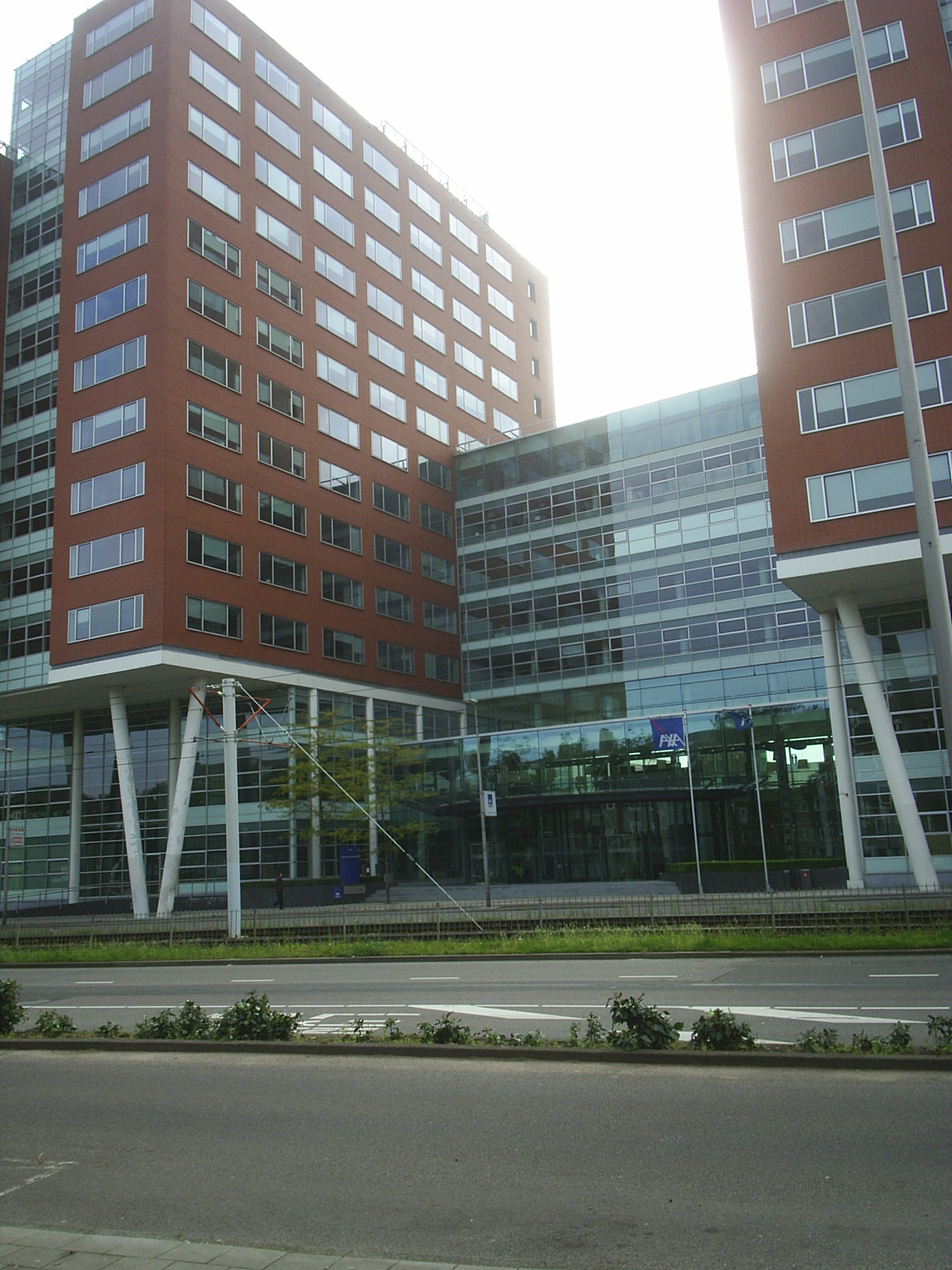
Офіс AXA у м. Утрехт, Нідерланди (2007)
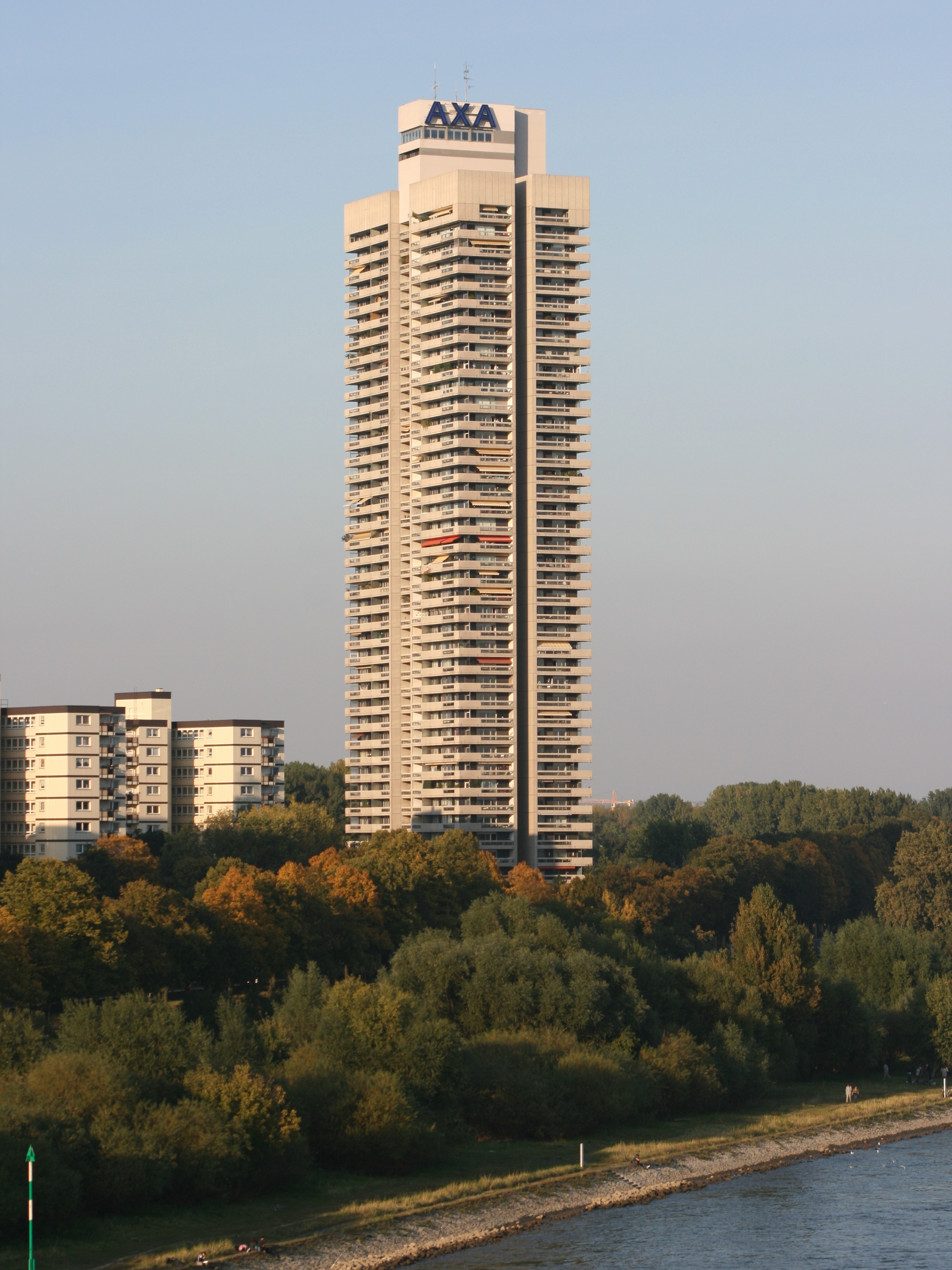
Офіс AXA у м. Кельн, Німеччина (2008)
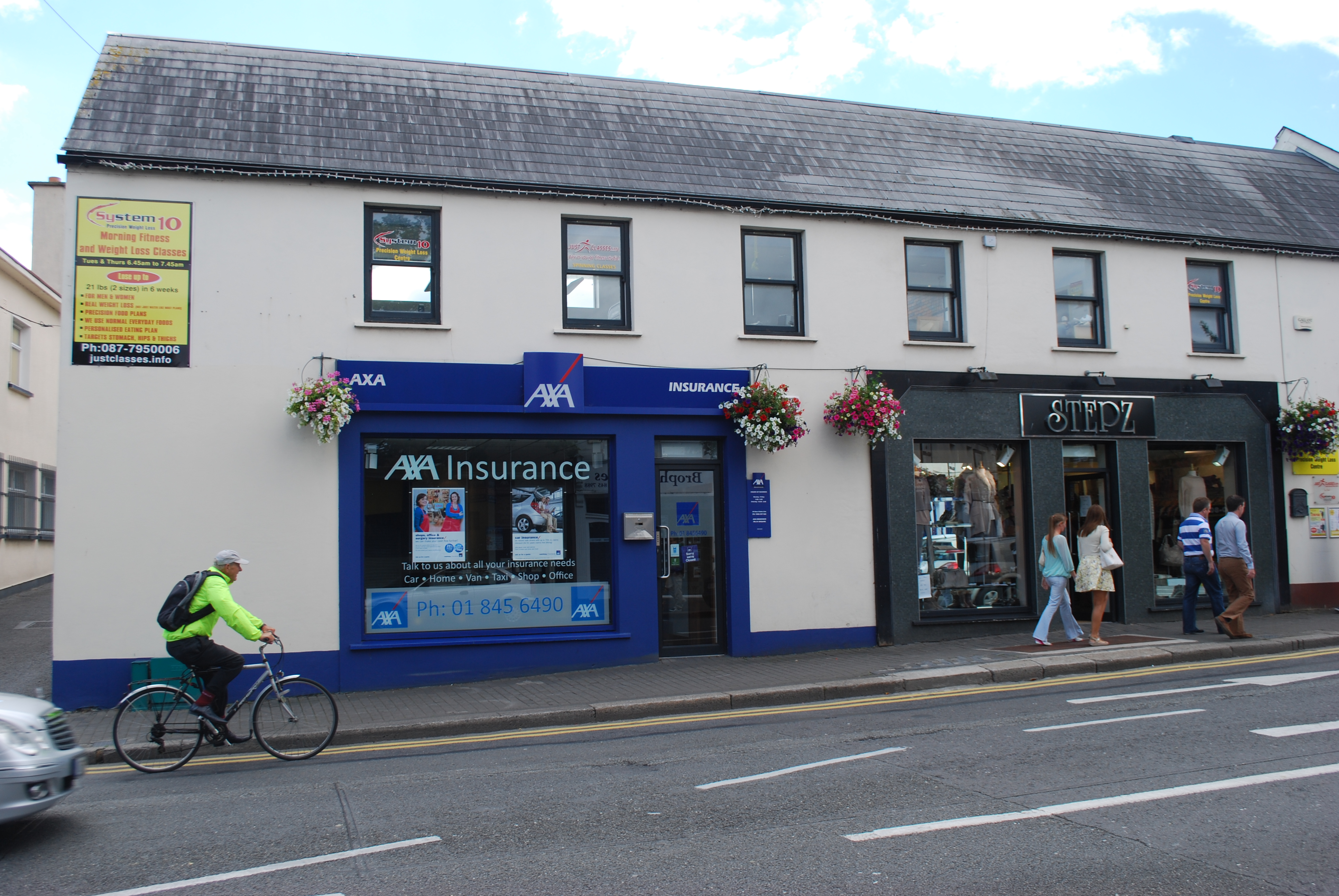
Відділення AXA у графстві Фінгал, Ірландія (2013)
Присутність групи AXA у країнах світу (2013)